# Lichtenberg (Sassonia)
Lichtenberg è un comune di 1.703 abitanti della Sassonia, in Germania.
Appartiene al circondario (Landkreis) di Bautzen (targa BZ) ed è parte della comunità amministrativa (Verwaltungsverband) di Pulsnitz.